# Йоганн Бернуллі
Йоганн Бернуллі (*27 липня 1667 — †1 січня 1748) — професор Гронінгенського (з 1695) і Базельського (з 1705) університетів, почесний член Петербурзької АН.
Молодший брат Якоба Бернуллі, батько Данила Бернуллі, один з найвизначніших математиків свого часу; після смерті брата Якоба перейшов на його кафедру в Базелі й займав її до самої смерті; в 1648 відкрив експоненціальне числення і ознайомив з ним учений світ в 1697 ще до Лейбніца.[джерело?]
Разом із братом Якобом розробляв аналіз нескінченно малих. Йоганну Бернуллі належить перший друкований систематичний виклад інтегрального числення.
Вивів правило розкриття невизначеності типу 0/0 (відоме під назвою правила Лопіталя), розробив методи інтегрування раціональних дробів, обчислення площ плоских фігур, випрямлення різних кривих, відкрив ряд, називаний його іменем і споріднений із рядом Тейлора, дав визначення поняття функції як аналітичного виразу, складеного зі змінних і постійних величин. Поставив класичне завдання про геодезичні лінії й знайшов характерну геометричну властивість цих ліній, а пізніше вивів диференціальне рівняння, що описує їх.
Повне зібрання його вчених праць з'явилося в Женеві (1742), а його листування з Лейбніцем (2 т., там само, 1745).

## Внесок в математику
- Диференціальне рівняння Бернуллі
- Мрія другокурсника (математична тотожність)